# Подгорци (Ровишће)
Подгорци су насељено место у општини Ровишће, у Бјеловарско-билогорској жупанији, Република Хрватска.

## Географија
Налазе се у близини Бјеловара.

## Историја
Почетком 20. века Подгорци су православна филијала Ровишта. У месту је православни храм посвећен Св. Параскеви подигнут 1772. године.
До нове територијалне организације у Хрватској место је припадало бившој великој општини Бјеловар.

## Култура
У Подгорцима је 1973. снимљен југословенски филм Размеђа.

## Становништво
На попису становништва 2011. године, Подгорци су имали 444 становника.
| Националност       | 1991. | 1981. | 1971. | 1961. |
| Хрвати             | 318   | 269   | 290   | 317   |
| Срби               | 58    | 89    | 146   | 144   |
| Југословени        | 30    | 49    |       |       |
| Црногорци          |       |       | 1     |       |
| остали и непознато | 11    | 5     | 9     | 2     |
| Укупно             | 417   | 412   | 446   | 465   |

| Демографија | Демографија | Демографија |
| Година      | Становника  | Становника  |
| ----------- | ----------- | ----------- |
| 1961.       | 465         |             |
| 1971.       | 446         |             |
| 1981.       | 412         |             |
| 1991.       | 417         |             |

## Попис1991.
На попису становништва 1991. године, насељено место Подгорци је имало 417 становника, следећег националног састава:
| Попис 1991.‍  | Попис 1991.‍  | Попис 1991.‍ | Попис 1991.‍ | Попис 1991.‍ |
| ------------ | ------------ | ----------- | ----------- | ----------- |
|              |              |             |             |             |
| Хрвати       | Хрвати       |             | 318         | 76,25%      |
| Срби         | Срби         |             | 58          | 13,90%      |
| Југословени  | Југословени  |             | 30          | 7,19%       |
| Чеси         | Чеси         |             | 3           | 0,71%       |
| Мађари       | Мађари       |             | 1           | 0,23%       |
| Црногорци    | Црногорци    |             | 1           | 0,23%       |
| неопредељени | неопредељени |             | 5           | 1,19%       |
| регион. опр. | регион. опр. |             | 1           | 0,23%       |
| укупно: 417  |              |             |             |             |